# Agelanthus songeensis
Agelanthus songeensis är en tvåhjärtbladig växtart som beskrevs av Simone Balle och R. M. Polhill & D. Wiens. Agelanthus songeensis ingår i släktet Agelanthus och familjen Loranthaceae. Inga underarter finns listade i Catalogue of Life.